# Свиягин, Николай Сергеевич
Никола́й Серге́евич Свия́гин (1856, Российская империя, Санкт-Петербург — 1924, Харбин, Китай) — потомственный дворянин, инженер-путеец, выдающийся организатор строительства железных дорог в разных уголках Российской Империи, знаток Дальнего Востока и Маньчжурии. Один из основателей Харбина.

## Биография
В 1882 году окончил Петербургский институт инженеров путей сообщения (Петербургский государственный университет путей сообщения).
Руководил экспедицией в Маньчжурию 
и отвечал за выбор маршрута для строительства (КВЖД). Автор книги «По Русской и Китайской Маньчжурии от Хабаровска до Нингуты.  Впечатления и наблюдения» (1896). В 1898 году высочайшим указом (см. Николай Второй) был утвержден северный маршрут железной дороги, предложенный Свиягиным. Тесно работал с Витте. Руководил строительством ряда железных дорог в России и в Китае. Руководил работами по постройке 4-го участка Уссурийской ж.д. Под руководством Свиягина строился участок (КВЖД) от ст. Никольской (ныне г. Уссурийск) до ст. Пограничная и далее на Муданьдзян, куда он прибыл ещё в 1891. 1 января 1899 года было открыто движение на участке Никольская-Гродеково длиной 91 км, а летом 1900 года — от ст. Никольская до ст. Мулин. По окончании строительства этого важнейшего участка Уссурийской железной дороги Россия получила выход к Тихому океану. После сдачи КВЖД в эксплуатацию в 1903 году Свиягин продолжал служить на железной дороге в России.

Карта КВЖД

Вплоть до революции 1917 года Николай Сергеевич занимал ответственные посты в министерстве финансов и ведомствах курирующих в то время железные дороги. Был вынужден покинуть Родину в ходе революционных событий и начавшегося террора. Предположительно он покинул Крым в 1920 году на пароходе «Сегед». Вероятнее всего он с супругой уехал в Италию, а затем в Дубровник, где до 1924 года был председателем Русской общины.
В 1924 году его пригласили переехать в Харбин, одним из основателей которого он являлся. Здесь он продолжал работать на (КВЖД) вплоть до своей кончины. В России и в Харбине работал вместе с Н. Л. Гондатти. Похоронен в Харбине на Покровском (Старом) кладбище.

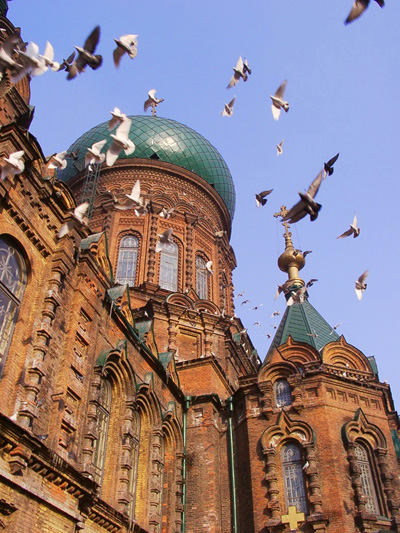
Православный Софийский собор в Харбине

## Память о Н. С. Свиягине
Н. С. Свиягину пока нет памятника, но осталось несколько мест связанных с его именем, не считая саму железную дорогу проложенную им.
За выдающиеся заслуги в ходе прокладки пути и строительства железной дороги, на Дальневосточной дороге в Приморском крае в честь Свиягина названа железнодорожная станция Свиягино, которая в свою очередь дала название одноимённому населенному пункту. Есть план установить мемориальную доску на этой станции.
В Крыму в Симеизе сохранилась Вилла Свиягина  и в Петербурге (Каменный остров) сохранился особняк инженера Н. С. Свиягина, построенные по его заказу лучшими архитекторами того времени.

## Семья
Супруга — Войцеховская Александра Владимировна (при рождении Владиславовна), родилась в Санкт-Петербурге, умерла и захоронена в Риме в 1938 году. Дочь Статского советника Владислава Осиповича Войцеховского (1833, Российская империя, Варшава — 1877, Российская империя, Санкт-Петербург). Её брат — врач, профессор Н. В. Войцеховский. Детей нет. Внучатый племянник — Ю. М. Войцеховский.